# Fly Like a Bird
A Fly Like a Bird Mariah Carey amerikai popénekesnő nyolcadik kislemeze tizennegyedik, The Emancipation of Mimi című albumáról. A gospel hatású dalban Mariah egyenesen Istenhez beszél; a dal üzenete, hogy a hit túlsegít a nehézségeken. Csak promóciós kislemezen jelent meg.

## Háttere
Carey írta a dalszöveget és a fődallamot, és megkérte temploma lelkészét, Clarence Keatont, hogy mondjon rá pár szót. Keaton a Bibliából olvasott fel egy részt: Weeping may endure for the night, but joy will come in the morning. (az angol szöveg szó szerint: „A sírás tarthat egész éjjel, de reggel eljön az öröm”; a Károli-féle fordításban „este bánat száll be hozzánk, reggelre öröm”; 30. zsoltár 6.) Az énekesnő azt nyilatkozta, ez a kedvenc dala az albumon, mert fontos üzenete van. Ezért került az album végére, utolsó dalként: mindent összefoglal.

## Fogadtatása
A Fly Like a Birdöt 2 számot tartalmazó promóciós kislemezen (a másik dal a hasonló témájú My Saving Grace volt, a Charmbracelet albumról) küldték el az amerikai gospelrádióadóknak 2005. május 18-án. Mivel keveset játszották, a kiadó nem küldte el más rádióknak, de még így is sok más rádióadó kezdte játszani. Carey a februári Grammy-díjkiosztón előadta a dal és a We Belong Together egyvelegét; Wright zongorázott és orgonált hozzá. Az előadásnak nagy sikere volt, több kritikus az est fénypontjának és Careynek az utóbbi években előadott legjobb fellépésének tartották.
2006 áprilisában a dalt elküldték az urban és urban adult contemporary rádióknak, ugyanakkor, amikor a Say Somethin’-t a pop és rhythmic rádióknak. A Fly Like a Bird nem került fel a Billboard Hot 100-ra, de a Billboard Bubbling Under Hot 100 Singles slágerlistáján a 4. helyet érte el (ami a Billboard Hot 100 lista 104. helyének felel meg). A Hot R&B/Hip-Hop Songs slágerlistán a 19. helyet érte el, a Hot Adult R&B Airplay slágerlistát pedig hat hétig vezette. A dal hosszú időt töltött a slágerlistákon, a Hot R&B/Hip-Hop Songs listán a 24. héten jutott a legmagasabbra, és 50. hetében még mindig a Top 30-ban volt.
Miután Carey 2006 elején Grammy-díjat nyert, a dal Ázsiában is népszerű lett, különösen a Fülöp-szigeteken, de a slágerlistára nem volt jogosult felkerülni, mert csak promóciós kislemezként jelent meg.

## Videóklip és remixek
A dalhoz terveztek ugyan videóklipet, végül azonban nem készült. Kanye West és Melonie Daniels készítettek remixet a dalhoz, felhasználva egy részletet az Earth, Wind & Fire Keep Your Head to the Sky című számából; Maurice Joshua és Tracy Young is készítettek remixeket: a Maurice Joshua Anthemet és a Needin’ You Remixet, de hivatalosan ezek egyike sem jelent meg.

### Hivatalos remixek, verziók listája
- Fly Like a Bird (Kanye West Remix)
- Fly Like a Bird (Maurice Joshua Anthem)
- Fly Like a Bird (Needin’ You Remix)

## Helyezések
| Slágerlista (2006)                           | Legmagasabb helyezés |
| -------------------------------------------- | -------------------- |
| USA Billboard Bubbling Under Hot 100 Singles | 4                    |
| USA Billboard Hot 100 Airplay                | 66                   |
| USA Billboard Hot Adult R&B Airplay          | 1                    |
| USA Billboard Hot R&B/Hip-Hop Songs          | 19                   |